# 1994-es Eurovíziós Dalfesztivál
Az 1994-es Eurovíziós Dalfesztivál volt a harminckilencedik Eurovíziós Dalfesztivál, melynek Írország fővárosa, Dublin adott otthont. A helyszín a dublini Point Theatre volt.

## A résztvevők
A Szovjetunió és Jugoszlávia felbomlása, illetve a vasfüggöny megszűnése után rengeteg új ország kívánt csatlakozni a versenyhez. Így szükségessé vált, hogy az EBU változtasson a verseny lebonyolítási rendszerén, azonban a döntő létszámát nem kívánták növelni. A helyzet megoldására bevezették azt a szabályt, hogy az előző év utolsó öt helyezettje – ebben az esetben Izrael, Dánia, Szlovénia, Törökország és Belgium – nem vehet részt. Az EBU biztosította ezen országokat arról, hogy a következő, 1995-ös versenyen mindenképpen részt vehetnek.
Az olasz RAI ebben az évben nem kívánt versenyezni, a luxemburgi RTL pedig úgy döntött, hogy többé nem vesz részt a dalversenyen, így az 1993-as dal vált Luxemburg utolsó indulójává egészen 2024-ig.
Így jutott hely a hét kelet-európai debütálónak, melyek Észtország, Lengyelország, Litvánia, Oroszország, Románia, Szlovákia és Magyarország voltak.
Ezúttal is több olyan előadó versenyzett, akik már korábban is részt vettek. A ciprusi Evridiki 1992 után tért vissza, aki később, 2007-ben még egyszer részt vett a versenyen. Már harmadszor szerepelt az 1985-ös versenyen győztes norvég Elisabeth Andreassen, illetve az izlandi 	Sigga, aki 1990-ben és 1992-ben is egy együttes tagjaként volt sikeres, ám ezúttal szólóban képviselte hazáját.
A magyar induló Bayer Friderika volt, aki a Magyar Televízió által rendezett nemzeti döntőn nyerte el az indulás jogát. Dublinban a negyedik helyen végzett, mely az eddigi legjobb magyar szereplés.

## A verseny
Az először részt vevő Lengyelország okozott konfliktust, mikor az énekesnő, Edyta Górniak megszegte a szabályokat azzal, hogy angolul énekelt a zsűrik által megtekintett próbán. (A szabályok értelmében minden ország zsűrijének kötelező volt megnéznie a főpróbát, mert ha bármi probléma történt volna a verseny estéjén, akkor a próbáról készült felvételt közvetítette volna a televízió.) Hat ország vélte úgy, hogy emiatt Lengyelországot ki kéne zárni a versenyből, de a szabályok szerint tizenháromra lett volna szükség ehhez, így ez nem történt meg. Edyta Górniak végül a második helyen végzett, ami a legjobb eredmény az először részt vevő ország számára.
A verseny egy látványos megnyitóval kezdődött, a műsorvezetők a terem tetejéből leereszkedő emelvényen érkeztek meg a színpadra. A Paula Farrell által tervezett színpadon az amerikai talkshow-k díszletére emlékeztető, éjszakai fényben úszó felhőkarcolók szolgáltatták a hátteret a produkciókhoz.
A dalok utáni szünetben debütált a Michael Flatley vezette Riverdance ír sztepptánc-együttes, amely világhírre tett szert a verseny után.
A verseny Magyarországon élőben volt látható az MTV 2-n. A közvetítés kommentátora Vágó István volt, a magyar zsűri pontjait Bradányi Iván ismertette.

## A szavazás
A szavazási rendszer megegyezett az 1980-as versenyen bevezetettel. Minden ország a kedvenc 10 dalára szavazott, melyek 1-8, 10 és 12 pontot kaptak. A szóvivők növekvő sorrendben hirdették ki a pontokat.
A szavazás elején úgy tűnt, hogy az először részt vevő Magyarország fölényes győzelem elébe néz, ugyanis az első három zsűri – svéd, finn és a házigazda ír – a magyar dalnak adta a maximális 12 pontot. Írország azonban hamar átvette a vezetést, és végül az első ország lett, amely áttörte a 200-as határt. Magyarország a negyedik helyen zárta a versenyt, mely az eddigi legjobb magyar szereplés. A nem mindennapi kezdés pedig két rekordot is jelentett: ez a verseny történetében az egyetlen alkalom arra, hogy a szavazás során az első három 12 pontot ugyanaz az ország kapta, és Magyarország az egyetlen ország, mely a debütálásán rögtön az első zsűritől – valójában az első háromtól is – 12 pontot kapott. (A másik véglet Ausztria, amely 1989-ben kapott először 12 pontot az 1975 óta érvényben lévő szavazási rendszerben, vagyis tizennégy évet kellett várnia rá.)
Írország rekordot jelentő hatodik alkalommal nyerte meg a versenyt, és az első ország lett, melynek sorozatban háromszor sikerült győznie! Lengyelország második helye a legjobb eredmény egy debütáló ország számára.
Litvánia nulla ponttal zárta a versenyt. Portugália 1964-es debütálása után ez volt a második alkalom, hogy egy először részt vevő ország pont nélkül végzett, és a balti állam 1999-ig nem is tért vissza.

## Eredmények
| #  | Ország              | Nyelv    | Előadó                                       | Dal                               | Magyar fordítás                       | Helyezés | Pontszám |
| -- | ------------------- | -------- | -------------------------------------------- | --------------------------------- | ------------------------------------- | -------- | -------- |
| 01 | Svédország          | svéd     | Marie Bergman és Roger Pontare               | Stjärnorna                        | A csillagok                           | 13.      | 48       |
| 02 | Finnország          | finn     | CatCat                                       | Bye Bye Baby                      | Viszlát bébi                          | 22.      | 11       |
| 03 | Írország            | angol    | Paul Harrington és Charlie McGettigan        | Rock ’n’ Roll Kids                | Rock ’n’ Roll kölykök                 | 1.       | 226      |
| 04 | Ciprus              | görög    | Evridiki                                     | Íme ánthroposz ki egó             | Én is ember vagyok                    | 11.      | 51       |
| 05 | Izland              | izlandi  | Sigga                                        | Nætur                             | Éjszakák                              | 12.      | 49       |
| 06 | Egyesült Királyság  | angol    | Frances Ruffelle                             | We Will Be Free (Lonely Symphony) | Szabadok leszünk (Magányos szimfónia) | 10.      | 63       |
| 07 | Horvátország        | horvát   | Tony Cetinski                                | Nek’ ti bude ljubav sva           | Tiéd lehet minden szerelem            | 16.      | 27       |
| 08 | Portugália          | portugál | Sara                                         | Chamar a música                   | Hívd a zenét                          | 8.       | 73       |
| 09 | Svájc               | olasz    | Duilio                                       | Sto pregando                      | Imádkozom                             | 19.      | 15       |
| 10 | Észtország          | észt     | Silvi Vrait                                  | Nagu merelaine                    | Mint egy vízhullám                    | 24.      | 2        |
| 11 | Románia             | román    | Dan Bittman                                  | Dincolo de nori                   | A felhők felett                       | 21.      | 14       |
| 12 | Málta               | angol    | Moira Stafrace és Christopher Scicluna       | More Than Love                    | Több, mint szerelem                   | 5.       | 97       |
| 13 | Hollandia           | holland  | Willeke Alberti                              | Waar is de zon?                   | Hol van a nap?                        | 23.      | 4        |
| 14 | Németország         | német    | MeKaDo                                       | Wir geben ’ne Party               | Partit tartunk                        | 3.       | 128      |
| 15 | Szlovákia           | szlovák  | Martin Ďurinda és Tublatanka                 | Nekonečná pieseň                  | Végtelen dal                          | 19.      | 15       |
| 16 | Litvánia            | litván   | Ovidijus Vyšniauskas                         | Lopšinė mylimai                   | A kedves altatódala                   | 25.      | 0        |
| 17 | Norvégia            | norvég   | Elisabeth Andreassen és Jan Werner Danielsen | Duett                             | —                                     | 6.       | 76       |
| 18 | Bosznia-Hercegovina | bosnyák  | Alma és Dejan                                | Ostani kraj mene                  | Maradj mellettem                      | 15.      | 39       |
| 19 | Görögország         | görög    | Costas Bigalis & The Sea Lovers              | To trehandiri (Diri-Diri)         | A trehandíri                          | 14.      | 44       |
| 20 | Ausztria            | német    | Petra Frey                                   | Für den Frieden der Welt          | A világ békéjéért                     | 17.      | 19       |
| 21 | Spanyolország       | spanyol  | Alejandro Abad                               | Ella no es ella                   | Ő nem ő                               | 18.      | 17       |
| 22 | Magyarország        | magyar   | Friderika                                    | Kinek mondjam el vétkeimet?       | —                                     | 4.       | 122      |
| 23 | Oroszország         | orosz    | Youddiph                                     | Eternal Wanderer                  | Örök vándor                           | 9.       | 70       |
| 24 | Lengyelország       | lengyel  | Edyta Górniak                                | To nie ja                         | Ez nem én vagyok                      | 2.       | 166      |
| 25 | Franciaország       | francia  | Nina Morato                                  | Je suis un vrai garçon            | Egy igazi fiú vagyok                  | 7.       | 74       |

## Ponttáblázat
|                     | Zsűrik     | Zsűrik     | Zsűrik   | Zsűrik              | Zsűrik | Zsűrik             | Zsűrik       | Zsűrik     | Zsűrik | Zsűrik     | Zsűrik  | Zsűrik | Zsűrik    | Zsűrik      | Zsűrik    | Zsűrik        | Zsűrik   | Zsűrik       | Zsűrik      | Zsűrik   | Zsűrik        | Zsűrik       | Zsűrik      | Zsűrik        | Zsűrik        | Zsűrik |
| Össz                | Svédország | Finnország | Írország | Ciprusi Köztársaság | Izland | Egyesült Királyság | Horvátország | Portugália | Svájc  | Észtország | Románia | Málta  | Hollandia | Németország | Szlovákia | Litvánia 1989 | Norvégia | Bosznia 1998 | Görögország | Ausztria | Spanyolország | Magyarország | Oroszország | Lengyelország | Franciaország |        |
| ------------------- | ---------- | ---------- | -------- | ------------------- | ------ | ------------------ | ------------ | ---------- | ------ | ---------- | ------- | ------ | --------- | ----------- | --------- | ------------- | -------- | ------------ | ----------- | -------- | ------------- | ------------ | ----------- | ------------- | ------------- | ------ |
| Svédország          | 48         |            |          |                     |        | 2                  |              |            |        | 7          | 2       |        | 3         | 6           | 5         |               | 5        | 10           |             |          | 5             | 1            | 2           |               |               |        |
| Finnország          | 11         |            |          |                     |        |                    |              |            |        |            |         |        |           |             |           |               |          |              | 1           | 10       |               |              |             |               |               |        |
| Írország            | 226        | 10         | 7        |                     | 8      | 12                 | 10           | 12         | 12     | 12         | 10      | 8      | 5         | 12          | 12        | 6             | 10       | 12           | 10          |          | 10            | 10           | 10          | 12            | 8             | 8      |
| Ciprus              | 51         |            | 10       |                     |        | 3                  |              |            | 5      | 2          |         |        |           |             |           |               |          | 5            |             | 12       |               | 4            |             | 2             | 5             | 3      |
| Izland              | 49         | 8          | 1        | 6                   |        |                    | 6            |            | 3      | 3          |         |        |           |             |           | 1             | 3        |              |             |          | 3             | 6            |             | 1             | 4             | 4      |
| Egyesült Királyság  | 63         |            |          | 1                   | 5      |                    |              | 6          | 8      | 8          | 5       |        |           | 2           | 4         | 3             |          | 2            | 4           |          | 1             | 3            | 3           | 5             | 3             |        |
| Horvátország        | 27         |            |          |                     |        |                    |              |            |        |            |         |        | 10        |             |           | 12            |          |              |             | 5        |               |              |             |               |               |        |
| Portugália          | 73         | 5          | 5        | 8                   |        | 8                  | 8            |            |        | 5          |         |        | 1         | 3           |           |               |          |              |             |          |               | 12           | 7           | 4             | 1             | 6      |
| Svájc               | 15         |            |          |                     |        |                    |              |            |        |            |         |        | 8         |             |           |               |          |              |             |          |               | 2            |             |               |               | 5      |
| Észtország          | 2          |            |          |                     |        |                    |              |            |        |            |         |        |           |             |           |               |          |              |             | 2        |               |              |             |               |               |        |
| Románia             | 14         |            |          |                     |        |                    |              |            |        |            |         |        | 6         |             |           |               | 2        |              |             | 6        |               |              |             |               |               |        |
| Málta               | 97         | 4          | 6        | 10                  | 2      |                    | 1            | 7          | 4      | 6          | 7       | 10     |           | 1           | 3         | 10            | 7        |              | 12          | 7        |               |              |             |               |               |        |
| Hollandia           | 4          |            |          |                     |        |                    |              |            |        |            |         |        |           |             |           |               |          |              |             |          | 4             |              |             |               |               |        |
| Németország         | 128        | 6          | 3        | 5                   | 6      | 7                  | 7            | 10         | 10     |            | 3       | 12     |           | 4           |           | 7             | 4        | 1            | 7           |          | 2             | 8            | 12          | 7             | 7             |        |
| Szlovákia           | 15         |            |          |                     |        |                    |              |            |        |            |         |        | 12        |             |           |               |          |              |             | 3        |               |              |             |               |               |        |
| Litvánia            | 0          |            |          |                     |        |                    |              |            |        |            |         |        |           |             |           |               |          |              |             |          |               |              |             |               |               |        |
| Norvégia            | 76         | 7          |          | 3                   | 10     | 1                  | 4            | 3          |        | 1          | 8       | 4      |           | 7           | 2         |               | 1        |              | 6           | 1        |               | 5            | 5           | 8             |               |        |
| Bosznia-Hercegovina | 39         |            | 2        |                     |        |                    |              | 4          |        |            |         |        | 7         |             |           | 8             |          |              |             |          |               | 7            | 1           |               |               | 10     |
| Görögország         | 44         | 2          | 4        |                     | 12     |                    |              |            |        |            |         | 6      | 4         |             | 1         | 5             |          | 4            |             |          |               |              | 4           |               | 2             |        |
| Ausztria            | 19         | 1          |          |                     | 7      |                    | 3            | 2          |        |            |         | 1      |           |             |           |               |          |              | 5           |          |               |              |             |               |               |        |
| Spanyolország       | 17         |            |          |                     |        |                    |              |            |        |            |         | 5      |           |             |           | 2             |          |              |             | 8        |               |              |             |               |               | 2      |
| Magyarország        | 122        | 12         | 12       | 12                  |        | 10                 | 2            | 5          | 1      | 4          | 4       | 2      |           | 10          | 7         |               |          | 8            | 3           |          | 8             |              |             | 3             | 12            | 7      |
| Oroszország         | 70         |            |          | 4                   | 3      | 4                  | 5            | 1          | 2      |            | 1       | 3      |           | 5           | 6         |               | 6        | 3            |             | 4        | 6             |              | 6           |               | 10            | 1      |
| Lengyelország       | 166        |            | 8        | 7                   | 1      | 6                  | 12           | 8          | 7      | 10         | 12      | 7      | 2         | 8           | 10        | 4             | 12       | 6            | 8           |          | 12            |              | 8           | 6             |               | 12     |
| Franciaország       | 74         | 3          |          | 2                   | 4      | 5                  |              |            | 6      |            | 6       |        |           |             | 8         |               | 8        | 7            | 2           |          | 7             |              |             | 10            | 6             |        |

## 12 pontos országok
Az alábbi országok kaptak 12 pontot a döntőben:
| Darab | Jutalmazott ország | Szavazó ország                                                                         |
| ----- | ------------------ | -------------------------------------------------------------------------------------- |
| 8     | Írország           | Horvátország, Németország, Izland, Hollandia, Norvégia, Portugália, Oroszország, Svájc |
| 5     | Lengyelország      | Ausztria, Észtország, Franciaország, Litvánia, Egyesült Királyság                      |
| 4     | Magyarország       | Írország, Finnország, Lengyelország, Svédország                                        |
| 2     | Németország        | Magyarország, Románia                                                                  |
| 1     | Horvátország       | Szlovákia                                                                              |
| 1     | Ciprus             | Görögország                                                                            |
| 1     | Görögország        | Ciprus                                                                                 |
| 1     | Málta              | Bosznia-Hercegovina                                                                    |
| 1     | Portugália         | Spanyolország                                                                          |
| 1     | Szlovákia          | Málta                                                                                  |

## Térkép

Részt vevő országok
Országok, melyek korábban részt vettek, de ebben az évben nem

## Visszatérő előadók
| Előadó                   | Ország     | Előző év(ek)                                                                      |
| ------------------------ | ---------- | --------------------------------------------------------------------------------- |
| Marie Bergman            | Svédország | 1971, 1972 (Family Four tagjaként)                                                |
| Evridiki                 | Ciprus     | 1992                                                                              |
| Sigríður Beinteinsdóttir | Izland     | 1990 (Stjórnin tagjaként), 1992 (Heart 2 Heart tagjaként)                         |
| Elisabeth Andreassen     | Norvégia   | 1982 (Chips tagjaként, Svédország színeiben) 1985 (Bobbysocks tagjaként, győztes) |

## A magyar nemzeti döntő
A magyar nemzeti döntőt a Magyar Televízió budapesti stúdiójában rendezték 1994. február 5-én. A műsorvezető Geszler Dorottya volt. A győztest egy 16 tagú zsűri választotta ki, akik 1 és 9 pont között értékelték a dalokat rögtön elhangzásuk után.
A zsűri tagjai:
| - Pataky Attila - Zalatnay Sarolta - Ádám Tamás - Kovács Erzsi - Koltay Gergely - Csenterics Ágnes - Benkő László - Bodrogi Gyula | - Lapis Norbert - Fenyvesi Gabi - Für Anikó - Zelinka Tamás - Végh Krisztina - Mészáros József - Hartai Adrienne - Soltész Rezső |

### Eredmények
| #  | Előadó                                             | Dal                         | Helyezés | Pontszám |
| -- | -------------------------------------------------- | --------------------------- | -------- | -------- |
| 1  | Bognár Zsolt                                       | Eszembe jutott              | 14.      | 102      |
| 2  | Szekeres Adrien, Szigeti Csaba & The 4 Nem Piskóta | Elmentél                    | 9.       | 116      |
| 3  | Bontovics Kati                                     | Gyere haza                  | 9.       | 116      |
| 4  | Szulák Andrea                                      | Fenn a szabad ég            | 3.       | 134      |
| 5  | Karda Beáta                                        | Könyörgés a kedvesemért     | 2.       | 138      |
| 6  | Janza Kata                                         | Úgy vártalak                | 5.       | 127      |
| 7  | Détár Enikő & Makrai Pál                           | Miért pont én?              | 6.       | 122      |
| 8  | Grażyna Kowalczyk & Lui                            | Úgy gondolj rám             | 4.       | 130      |
| 9  | Gombos László                                      | Szívemben élsz              | 8        | 118      |
| 10 | Pap Rita & Bodnár Attila                           | Az élet megy tovább         | 12.      | 109      |
| 11 | Bayer Friderika                                    | Kinek mondjam el vétkeimet? | 1.       | 140      |
| 12 | Farkas Kati                                        | Remélni kell                | 7.       | 120      |
| 13 | László Boldizsár                                   | Vége már                    | 13.      | 106      |
| 14 | Aczél Tamás & Új Rákfogó                           | Jó leszek                   | 15.      | 98       |
| 15 | Bogolin Ágnes                                      | A pillanat                  | 9.       | 116      |